# Marnefer
Marnefer is een dorp en voormalige gemeente in Couvains in de Franse gemeente La Ferté-en-Ouche in het departement Orne. Het dorp ligt meer dan 2,5 kilometer ten noordoosten van het dorpscentrum van Couvains. Marnefer wordt in het westen, noorden en oosten begrensd door het departement Eure.

## Geschiedenis
De 18de-eeuwse Cassinikaart toon hier het dorpje Marnefer.
Op het eind van het ancien régime eind 18de eeuw, toen de gemeenten werden gecreëerd, werd Marnefer een gemeente.
In 2002 werd de gemeente Marnefer opgeheven en aangehecht bij buurgemeente Couvains.
Met de fusie van Couvains in de La Ferté-en-Ouche in 2016, werd Marnefer een deel van deze nieuwe gemeente.

## Bezienswaardigheden
- De Église Saint-Laurent

Deelgemeenten: Anceins · Bocquencé · Couvains · La Ferté-Frênel · Gauville · Glos-la-Ferrière · Heugon · Monnai · Saint-Nicolas-des-Laitiers · Villers-en-Ouche

Overige plaatsen: Le Douet Arthus · Marnefer · Saucanne · Ternant